# Edu Campabadal
Eduard Campabadal Clarós, detto Edu (Tarragona, 26 gennaio 1993), è un calciatore spagnolo, difensore del Real Avilés.